# Llengües de l'Equador
Les llengües de l'Equador comprenen totes les llengües presents parlades abans de la conquesta europea en el que actualment és el territori de l'Equador. Segons la Constitució de l'Equador, el castellà és la llengua oficial, mentre que el shuar i el kichwa també ho són per relacions interculturals. Les llengües indígenes restants són oficials allí on es parlen.

## Llengües autòctones

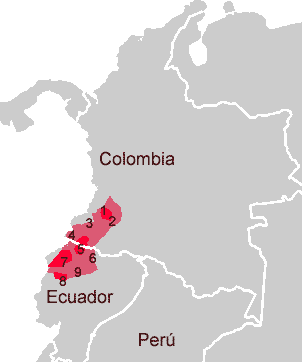
Extensió de les llengües barbacoanas en l'actualitat, i en el temps del contacte amb els europeus.

Moltes llengües indígenes de l'Equador estan severament amenaçades per llengües més predominants i el nombre de parlants ha disminuït molt al llarg del segle xx. Actualment el kichwa constitueixen el principal grup de llengua indígenes de l'Equador, encara que també es parlen en la part oriental llengües zaparoanes, llengües jívaro i el huaorani, que és una llengua aïllada. En el nord encara es parlen també un parell de llengües tucanes, algunes llengües barbacoanes i una llengua txibtxa. La següent és una llista de les llengües conegudes, les llengües ja extintes s'han marcat amb el signe (†):
Llengües barbacoanesAwá Pit, tsáfiki, cha'palaachi, caranqui (†), pasto (†)
Llengües cañari–puruhá (†)cañari (†), puruhá (†)
Llengües jívaroshuar (dels shuars), achuar-shiwiar, Palta (†), Malacato .
QuítxuaKichwa (variants: Alt quítxua de Calderón, Alt quítxua d'Imbabura, Baix quítxua de Napo, Baix quítxua de Tena, Alt quítxua de Salasaca, Alt quítxua de Pastaza, Alt quítxua del Chimborazo, Alt quítxua del Canyar, Alt quítxua de la Pisa)
Llengües tucanessiona, secoya
Llengües zaparoaneszáparo
Llengües aïlladeswao (huaorani), cofán, esmeraldeño (†), panzaleo (†)
Encara que la diversitat lingüística de l'Equador continua sent alta encara avui dia, a pesar que tant el quítxua com l'espanyol han desplaçat a les llengües indígenes pre-incaiques, un bon nombre de llengües indígenes poc documentades van desaparèixer durant el període colonial. Ens aquestes llengües estan les llengües equatorianes de la vall interandina, que estan totes extintes. Moltes d'aquestes llengües estan poc o gens documentades, excepte per nombrosos topònims que permet establir de manera aproximada la seva extensió passada. També es conserven d'aquestes llengües algunes petites llistes de vocabulari del període colonial. També el quítxua de les terres altes equatorianes conté alguns préstecs lèxics procedents del substrat pre-incaic.

## Llengües al·lòctones
Actualment a l'Equador es parlen altres llengües com a resultat de procés migratoris recents en els últims cinc-cents anys:
Llengües indoeuropeesespanyol, anglès, portuguès, francès
Llengües sinotibetanesxinès

## Nombre de parlants
Segons el cens del 2010 hi havia 591.448 parlants de quítxua tot i que Álvarez i Montaluisa (2017, p. 68) els fan augmentar a 724.721 parlants. La majoria dels parlants són a les províncies de Chimborazo, Cotopaxi i Imbabura. Segons el cens de l'INEC, d'ells 109.000 eren situats a les sis províncies amazòniques (46.213 a Napo, 29.987 a Orellana, 17.211 a Pastaza, 13.210 a Sucumbíos, 1.528 a Zamora Chinchipe i 810 a Morona Santiago).
| Llengua        | Família              | Nombre de parlants |
| -------------- | -------------------- | ------------------ |
| Kichwa         | Quítxua              | 591,448            |
| Shuar          | Llengües jívaro      | 61.910             |
| Achuar         | Llengües jívaro      | 13.456             |
| Cha'palaachi   | Llengües barbacoanes | 9.393              |
| Awá Pit        | Llengües barbacoanes | 3.131              |
| Tsáfiki        | Llengües barbacoanes | 2.838              |
| Huao terero    | Llengua aïllada      | 1.766              |
| Cofán          | Llengua aïllada      | 1.077              |
| Shiwiar        | Llengües jívaro      | 942                |
| Sia Pedee      | Llengües chocó       | 509                |
| Siona-Secoya   | Llengües tucanes     | 492                |
| Záparo         | Llengües zaparoanes  | 367                |
| Andoa-shimigae | Llengües zaparoanes  | 323                |

## Referència
1. ↑  Constitució de l'Equador de 2008, capítol primer, article 1, "Wikisource"
2. ↑  Language map of Ecuador
3. ↑  Lenguas a l'Arxiu de Llengües i Cultures d'Equador
4. ↑  LAS COMUNIDADES VIRTUALES DEL QUICHUA ECUATORIANO: REVALORIZANDO LA LENGUA EN UN ESPACIO APROPIADO, Punto Cero v.25 n.40 Cochabamba sep. 2020
5. ↑  Kichwa, un idioma ancestral en desuso en comunidades, El Universo, 17 de gener de 2013